# Gran Premio motociclistico di San Marino e della Riviera di Rimini 2020
Il Gran Premio motociclistico di San Marino e della Riviera di Rimini 2020 è stato la settima prova su quindici del motomondiale 2020, disputato il 13 settembre sul Misano World Circuit Marco Simoncelli. Le vittorie nelle quattro classi sono andate rispettivamente a: Franco Morbidelli in MotoGP, Luca Marini in Moto2, John McPhee in Moto3 e Matteo Ferrari in MotoE.

## MotoGP

### Arrivati al traguardo
| Pos. | Nº | Pilota            | Squadra                     | Motocicletta       | Giri | Tempo     | Griglia | Punti |
| ---- | -- | ----------------- | --------------------------- | ------------------ | ---- | --------- | ------- | ----- |
| 1º   | 21 | Franco Morbidelli | Petronas Yamaha SRT         | Yamaha YZR-M1      | 27   | 42'02.272 | 2º      | 25    |
| 2º   | 63 | Francesco Bagnaia | Pramac Racing               | Ducati Desmosedici | 27   | +2.217    | 6º      | 20    |
| 3º   | 36 | Joan Mir          | Suzuki Ecstar               | Suzuki GSX-RR      | 27   | +2.290    | 8º      | 16    |
| 4º   | 46 | Valentino Rossi   | Monster Energy Yamaha       | Yamaha YZR-M1      | 27   | +2.643    | 4º      | 13    |
| 5º   | 42 | Álex Rins         | Suzuki Ecstar               | Suzuki GSX-RR      | 27   | +4.044    | 7º      | 11    |
| 6º   | 12 | Maverick Viñales  | Monster Energy Yamaha       | Yamaha YZR-M1      | 27   | +5.383    | 1º      | 10    |
| 7º   | 4  | Andrea Dovizioso  | Ducati Team                 | Ducati Desmosedici | 27   | +10.358   | 9º      | 9     |
| 8º   | 43 | Jack Miller       | Pramac Racing               | Ducati Desmosedici | 27   | +11.155   | 5º      | 8     |
| 9º   | 30 | Takaaki Nakagami  | LCR Honda Idemitsu          | Honda RC213V       | 27   | +10.839   | 14º     | 7     |
| 10º  | 44 | Pol Espargaró     | Red Bull KTM Factory Racing | KTM RC16           | 27   | +10.030   | 11º     | 6     |
| 11º  | 88 | Miguel Oliveira   | Red Bull KTM Tech 3         | KTM RC16           | 27   | +12.373   | 12º     | 5     |
| 12º  | 33 | Brad Binder       | Red Bull KTM Factory Racing | KTM RC16           | 27   | +12.405   | 16º     | 4     |
| 13º  | 41 | Aleix Espargaró   | Aprilia Racing Team Gresini | Aprilia RS-GP      | 27   | +15.142   | 13º     | 3     |
| 14º  | 27 | Iker Lecuona      | Red Bull KTM Tech 3         | KTM RC16           | 27   | +19.914   | 18º     | 2     |
| 15º  | 5  | Johann Zarco      | Esponsorama Racing          | Ducati Desmosedici | 27   | +20.152   | 10º     | 1     |
| 16º  | 9  | Danilo Petrucci   | Ducati Team                 | Ducati Desmosedici | 27   | +22.094   | 15º     |       |
| 17º  | 73 | Álex Márquez      | Repsol Honda                | Honda RC213V       | 27   | +22.473   | 21º     |       |
| 18º  | 6  | Stefan Bradl      | Repsol Honda                | Honda RC213V       | 27   | +37.856   | 19º     |       |
| 19º  | 38 | Bradley Smith     | Aprilia Racing Team Gresini | Aprilia RS-GP      | 27   | +1:18.931 | 20º     |       |

### Ritirato
| Nº | Pilota           | Squadra             | Motocicletta       | Giri | Griglia |
| -- | ---------------- | ------------------- | ------------------ | ---- | ------- |
| 53 | Esteve Rabat     | Esponsorama Racing  | Ducati Desmosedici | 22   | 17º     |
| 20 | Fabio Quartararo | Petronas Yamaha SRT | Yamaha YZR-M1      | 18   | 3º      |

## Moto2
Jorge Martín non prende parte all'evento in quanto positivo al SARS-CoV-2.

### Arrivati al traguardo
| Pos. | Nº | Pilota                      | Squadra                  | Motocicletta | Giri | Tempo     | Griglia | Punti |
| ---- | -- | --------------------------- | ------------------------ | ------------ | ---- | --------- | ------- | ----- |
| 1º   | 10 | Luca Marini                 | SKY Racing Team VR46     | Kalex        | 25   | 40'41.774 | 1º      | 25    |
| 2º   | 72 | Marco Bezzecchi             | SKY Racing Team VR46     | Kalex        | 25   | +0.799    | 2º      | 20    |
| 3º   | 33 | Enea Bastianini             | Italtrans Racing         | Kalex        | 25   | +0.897    | 3º      | 16    |
| 4º   | 97 | Xavi Vierge                 | Petronas Sprinta Racing  | Kalex        | 25   | +2.177    | 4º      | 13    |
| 5º   | 37 | Augusto Fernández           | EG 0,0 Marc VDS          | Kalex        | 25   | +8.307    | 6º      | 11    |
| 6º   | 12 | Thomas Lüthi                | Liqui Moly Intact GP     | Kalex        | 25   | +9.046    | 10º     | 10    |
| 7º   | 21 | Fabio Di Giannantonio       | +EGO Speed Up            | Speed Up     | 25   | +9.971    | 8º      | 9     |
| 8º   | 22 | Sam Lowes                   | EG 0,0 Marc VDS          | Kalex        | 25   | +16.485   | 28º     | 8     |
| 9º   | 44 | Arón Canet                  | Oceanica Aspar           | Speed Up     | 25   | +17.036   | 20º     | 7     |
| 10º  | 16 | Joe Roberts                 | Tennor American Racing   | Kalex        | 25   | +17.209   | 16º     | 6     |
| 11º  | 7  | Lorenzo Baldassarri         | Flexbox HP 40            | Kalex        | 25   | +17.741   | 18º     | 5     |
| 12º  | 42 | Marcos Ramírez              | Tennor American Racing   | Kalex        | 25   | +19.152   | 9º      | 4     |
| 13º  | 19 | Lorenzo Dalla Porta         | Italtrans Racing         | Kalex        | 25   | +21.946   | 14º     | 3     |
| 14º  | 24 | Simone Corsi                | MV Agusta Forward Racing | MV Agusta F2 | 25   | +22.005   | 21º     | 2     |
| 15º  | 11 | Nicolò Bulega               | Federal Oil Gresini      | Kalex        | 25   | +24.404   | 17º     | 1     |
| 16º  | 96 | Jake Dixon                  | Petronas Sprinta Racing  | Kalex        | 25   | +24.663   | 15º     |       |
| 17º  | 62 | Stefano Manzi               | MV Agusta Forward Racing | MV Agusta F2 | 25   | +27.442   | 19º     |       |
| 18º  | 35 | Somkiat Chantra             | Idemitsu Honda Team Asia | Kalex        | 25   | +32.671   | 22º     |       |
| 19º  | 64 | Bo Bendsneyder              | NTS RW Racing GP         | NTS          | 25   | +35.844   | 24º     |       |
| 20º  | 99 | Kasma Daniel Bin Kasmayudin | Onexox TKKR SAG          | Kalex        | 25   | +46.643   | 23º     |       |

### Ritirati
| Nº | Pilota             | Squadra                  | Motocicletta | Giri | Griglia |
| -- | ------------------ | ------------------------ | ------------ | ---- | ------- |
| 45 | Tetsuta Nagashima  | Red Bull KTM Ajo         | Kalex        | 24   | 7º      |
| 55 | Hafizh Syahrin     | Oceanica Aspar           | Speed Up     | 21   | 12º     |
| 23 | Marcel Schrötter   | Liqui Moly Intact GP     | Kalex        | 18   | 5º      |
| 27 | Andi Farid Izdihar | Idemitsu Honda Team Asia | Kalex        | 16   | 25º     |
| 2  | Jesko Raffin       | NTS RW Racing GP         | NTS          | 15   | 27º     |
| 57 | Edgar Pons         | Federal Oil Gresini      | Kalex        | 12   | 26º     |
| 9  | Jorge Navarro      | +EGO Speed Up            | Speed Up     | 10   | 11º     |
| 40 | Héctor Garzó       | Flexbox HP 40            | Kalex        | 6    | 13º     |

## Moto3

### Arrivati al traguardo
| Pos. | Nº | Pilota             | Squadra                       | Motocicletta | Giri | Tempo     | Griglia | Punti |
| ---- | -- | ------------------ | ----------------------------- | ------------ | ---- | --------- | ------- | ----- |
| 1º   | 17 | John McPhee        | Petronas Sprinta Racing       | Honda        | 23   | 39'48.952 | 17º     | 25    |
| 2º   | 79 | Ai Ogura           | Honda Team Asia               | Honda        | 23   | +0,037    | 1º      | 20    |
| 3º   | 24 | Tatsuki Suzuki     | SIC58 Squadra Corse           | Honda        | 23   | +0,232    | 3º      | 16    |
| 4º   | 52 | Jeremy Alcoba      | Kömmerling Gresini            | Honda        | 23   | +0,393    | 8º      | 13    |
| 5º   | 2  | Gabriel Rodrigo    | Kömmerling Gresini            | Honda        | 23   | +0,490    | 2º      | 11    |
| 6º   | 14 | Tony Arbolino      | Rivacold Snipers              | Honda        | 23   | +0,543    | 9º      | 10    |
| 7º   | 5  | Jaume Masiá        | Leopard Racing                | Honda        | 23   | +0,833    | 14º     | 9     |
| 8º   | 55 | Romano Fenati      | Sterilgarda Max Racing Team   | Husqvarna    | 23   | +0,928    | 5º      | 8     |
| 9º   | 7  | Dennis Foggia      | Leopard Racing                | Honda        | 23   | +0,976    | 15º     | 7     |
| 10º  | 16 | Andrea Migno       | SKY Racing Team VR46          | KTM          | 23   | +1,121    | 4º      | 6     |
| 11º  | 23 | Niccolò Antonelli  | SIC58 Squadra Corse           | Honda        | 23   | +1,544    | 20º     | 5     |
| 12º  | 6  | Ryusei Yamanaka    | Estrella Galicia 0,0          | Honda        | 23   | +1,691    | 27º     | 4     |
| 13º  | 54 | Riccardo Rossi     | BOE Skull Rider Facile Energy | KTM          | 23   | +1,921    | 12º     | 3     |
| 14º  | 82 | Stefano Nepa       | Pull&Bear Aspar               | KTM          | 23   | +1,961    | 16º     | 2     |
| 15º  | 99 | Carlos Tatay       | Reale Avintia                 | KTM          | 23   | +2,239    | 22º     | 1     |
| 16º  | 53 | Deniz Öncü         | Red Bull KTM Tech 3           | KTM          | 23   | +3,927    | 28º     |       |
| 17º  | 27 | Kaito Toba         | Red Bull KTM Ajo              | KTM          | 23   | +8,517    | 25º     |       |
| 18º  | 9  | Davide Pizzoli     | BOE Skull Rider Facile Energy | KTM          | 23   | +11,399   | 23º     |       |
| 19º  | 50 | Jason Dupasquier   | CarXpert PrüstelGP            | KTM          | 23   | +11,679   | 26º     |       |
| 20º  | 12 | Filip Salač        | Rivacold Snipers              | Honda        | 23   | +11,835   | 10º     |       |
| 21º  | 89 | Khairul Idham Pawi | Petronas Sprinta Racing       | Honda        | 23   | +18,331   | 24º     |       |
| 22º  | 73 | Maximilian Kofler  | CIP Green Power               | KTM          | 23   | +18,598   | 31º     |       |
| 23º  | 92 | Yuki Kunii         | Honda Team Asia               | Honda        | 23   | +18,891   | 30º     |       |
| 24º  | 70 | Barry Baltus       | CarXpert PrüstelGP            | KTM          | 23   | +41,938   | 29º     |       |
| 25º  | 11 | Sergio García      | Estrella Galicia 0,0          | Honda        | 23   | +1:01,077 | 11º     |       |

### Ritirati
| Nº | Pilota           | Squadra                     | Motocicletta | Giri | Griglia |
| -- | ---------------- | --------------------------- | ------------ | ---- | ------- |
| 75 | Albert Arenas    | Pull&Bear Aspar             | KTM          | 21   | 13º     |
| 40 | Darryn Binder    | CIP Green Power             | KTM          | 14   | 19º     |
| 21 | Alonso López     | Sterilgarda Max Racing Team | Husqvarna    | 6    | 18º     |
| 71 | Ayumu Sasaki     | Red Bull KTM Tech 3         | KTM          | 6    | 21º     |
| 13 | Celestino Vietti | SKY Racing Team VR46        | KTM          | 0    | 7º      |
| 25 | Raúl Fernández   | Red Bull KTM Ajo            | KTM          | 0    | 6º      |

## MotoE
Tutti i piloti sono dotati dello stesso tipo di motocicletta, fornita dalla Energica Motor Company.

### Arrivati al traguardo
| Pos. | Nº | Pilota             | Squadra                    | Giri | Tempo     | Griglia | Punti |
| ---- | -- | ------------------ | -------------------------- | ---- | --------- | ------- | ----- |
| 1º   | 11 | Matteo Ferrari     | Trentino Gresini           | 7    | 12'14.331 | 4º      | 25    |
| 2º   | 10 | Xavier Siméon      | LCR E-Team                 | 7    | +0,213    | 2º      | 20    |
| 3º   | 77 | Dominique Aegerter | Dynavolt Intact GP         | 7    | +0,372    | 5º      | 16    |
| 4º   | 40 | Jordi Torres       | Pons Racing 40             | 7    | +0,474    | 7º      | 13    |
| 5º   | 27 | Mattia Casadei     | Ongetta SIC58 Squadracorse | 7    | +0,606    | 1º      | 11    |
| 6º   | 63 | Mike Di Meglio     | EG 0,0 Marc VDS            | 7    | +0,78     | 9º      | 10    |
| 7º   | 61 | Alessandro Zaccone | Trentino Gresini           | 7    | +4,393    | 10º     | 9     |
| 8º   | 15 | Alex De Angelis    | Octo Pramac                | 7    | +4,476    | 16º     | 8     |
| 9º   | 70 | Tommaso Marcon     | Tech 3 E-Racing            | 7    | +4,915    | 8º      | 7     |
| 10º  | 51 | Eric Granado       | Avintia Esponsorama Racing | 7    | +5,056    | 18º     | 6     |
| 11º  | 7  | Niccolò Canepa     | LCR E-Team                 | 7    | +5,439    | 6º      | 5     |
| 12º  | 35 | Lukas Tulovic      | Tech 3 E-Racing            | 7    | +5,705    | 3º      | 4     |
| 13º  | 55 | Alejandro Medina   | Openbank Aspar             | 7    | +8,448    | 12º     | 3     |
| 14º  | 18 | Xavier Cardelús    | Avintia Esponsorama Racing | 7    | +8,582    | 13º     | 2     |
| 15º  | 6  | María Herrera      | Openbank Aspar             | 7    | +8,813    | 14º     | 1     |
| 16º  | 84 | Jakub Kornfeil     | WithU Motorsport           | 7    | +11,795   | 17º     |       |
| 17º  | 66 | Niki Tuuli         | Avant Ajo                  | 7    | +12,892   | 11º     |       |
| 18º  | 16 | Joshua Hook        | Octo Pramac                | 7    | +36,401   | 15º     |       |